# Hermann Sticher
Hermann Ludwig Sticher (* 23. Januar 1927 in Tübingen; † 19. Dezember 2014 in Nürtingen) war Bischof der Evangelisch-methodistischen Kirche (EmK) in Deutschland.

## Leben und Wirken
Sticher wuchs in Mühlacker auf. Nach bestandenem Abitur begann er eine Ausbildung zum Dolmetscher. Von 1947 bis 1953 war er beim Landeskommissariat für Nord-Württemberg-Nordbaden als Dolmetscher, Übersetzer und Pressereferent und anschließend beim Amerikanischen Generalkonsulat in Stuttgart tätig. 1953/1954 war er Gemeinde-Praktikant der damaligen Evangelischen Gemeinschaft (EG) im Bezirk Nürtingen. Zwischen 1954 und 1957 studierte er Evangelische Theologie am Predigerseminar der EG in Reutlingen und arbeitete danach bis 1959 als Pastor an der Zionskirche in Ulm und Langenau. Seine Ordination fand 1958 in Heidelberg statt. Weitere Stationen als Gemeindepastor waren von 1959 bis 1962 in Herrenalb-Loffenau und danach bis 1966 an der Erlöserkirche in Karlsruhe. Zwischen 1966 und 1974 war Sticher Superintendent im Distrikt Reutlingen, bevor er bis 1977 nochmals eine Gemeindestelle in Ludwigsburg übernahm. 1977 wurde Sticher als Nachfolger von Jakob Karl Ernst Sommer zum Bischof der Evangelisch-methodistischen Kirche in Deutschland und West-Berlin gewählt. Ihm folgte 1989 Walter Klaiber.
Er arbeitete als Konferenzsekretär in den Bereichen Jungschararbeit, Jugendarbeit, christlich Erziehung, Predigtamtsbehörde und Freizeitarbeit und war Delegierter der Generalkonferenzen zwischen 1966 und 1996. Er war Mitglied in den Vereinigungsausschüssen zur Vereinigung von Evangelischer Gemeinschaft und Bischöflicher Methodistenkirche zur Evangelisch-methodistischen Kirche, zwischen 1972 und 1976 Mitglied im General Council on Ministries der Generalkonferenz, zwischen 1980 und 1988 Mitglied des General Board of Discipleship, von 1977 bis 1989 Mitglied des Exekutivausschusses des Weltrats Methodistischer Kirchen von 1981 bis 1986 deren Präsidiums. Sticher war ab 1986 Vorsitzender des Programmausschusses für die Weltkonferenz 1991 in Singapur und 1999 Gründungsmitglied des „The Honorable Order of Jerusalem and World Methodist Council“. Er nahm von 1973 bis 1976 Aufgaben als Erster Vorsitzender der Arbeitsgemeinschaft Christlicher Kirchen (ACK) Baden-Württemberg und als stellvertretender Vorsitzender der ACK in der BRD und West-Berlin wahr. Er arbeitete im Ausschuss für Ökumenische Diakonie und Verteilerausschuss „Brot für die Welt“ mit und war von 1982 bis 1989 deren Vorsitzender. Sticher war stellvertretender Vorsitzender des Evangelischen Missionswerks in Hamburg sowie Mitglied im Präsidium der Vereinigung Evangelischer Freikirchen (VEF), dort für eine Periode als Vorsitzender.
Sticher wirkte zwischen 1959 und 1963 als Redakteur der Jungscharzeitschrift „Die Fackel“, die von der Evangelischen Gemeinschaft gemeinsam mit der Bischöflichen Methodistenkirche herausgebracht wurde. Er war Mitglied des Herausgeberkreises der Zeitschriften Ökumenische Rundschau und Das missionarische Wort und dem ökumenischen Andachtsbuch Mit der Bibel durch das Jahr.
Während seines Ruhestandes war Sticher 1993 für ein Jahr Gastprofessor an der Wesley Universität Nebraska in Lincoln (Nebraska), die ihm am 14. Mai 1994 die Ehrendoktorwürde verlieh (Doctor of Divinity – D.D.).

## Privates
Sticher heiratete 1958 Lisa Henzler. Das Paar hatte drei Söhne und lebte seit seinem Ruhestand 1989 in Nürtingen-Raidwangen.

## Veröffentlichungen
- als Mitautor: Gewinnung von Kirchengliedern, Christliches Verlagshaus, Stuttgart 1974.
- Kirche in Bewegung, Christliches Verlagshaus, Stuttgart 1980.
- Kirche für andere, Christliches Verlagshaus, Stuttgart 1984.
- Kirche für morgen, Christliches Verlagshaus, Stuttgart 1988.
- Sprechen wir darüber. Glauben heute (Band 9), Christliches Verlagshaus, Stuttgart 1991, ISBN 978-3-767570498.

Aufsätze
- Wesen und Ordnung der EmK in: EmK-Katechismus
- Die Vereinigung der EG und der MK, in: Geschichte der EmK, 1982